# إيوان

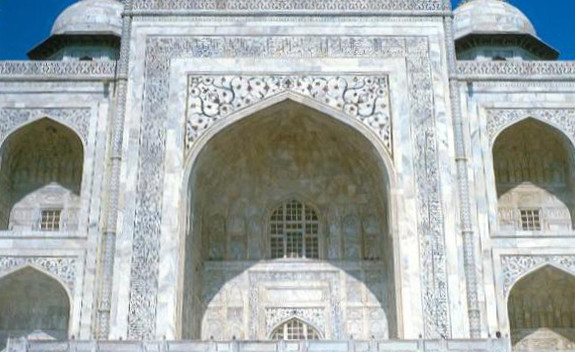
إيوان تاج محل

الإيوان (بالفارسية: إيوان، ويُنطق أيضًا إيفان) هو قاعة أو مساحة مستطيلة، عادة ما تكون مقببة، ومحاطة بسور من ثلاث جهات، مع جهة مفتوحة بالكامل. تُسمى البوابة الرسمية للإيوان البُشتاق، وهو مصطلح فارسي للبوابة التي تبرز من واجهة المبنى، وعادة ما تكون مزينة بشرائط الخط العربي، والبلاط المزجج، والتصاميم الهندسية. ولأن التعريف يسمح بالعديد من التفسيرات، قد تختلف الأشكال والخصائص الإجمالية للإيوانات اختلافًا كبيرًا من حيث الحجم أو المادة المستخدمة في البناء أو الزخرفة. رغم ارتباط الإيوانات في الغالب بالعمارة الإسلامية؛ فإن التكوين إيرانيٌ في الأصل واختُرع في وقت أبكر بكثير وطُوِّر بالكامل في بلاد الرافدين نحو القرن الثالث الميلادي، خلال فترة الإمبراطورية الفرثية في بلاد فارس.

## أصل الكلمة
يعود أصل هذا المصطلح إلى الـ «أبادانا» في اللغة الفارسية القديمة (انظر قصر أبادانا بتخت جمشيد) حيث أعلن الملك دارا الأول في نقش، «أنا، دارا، ... بنيت هذا الأبادانا...». الأبادانا هو اسم يطلق على هذا القصر بالذات في الأدبيات الحديثة، رغم أن الاسم يشير ببساطة إلى نوع من البناء، وهو الإيوان، وليس قصرًا معينًا. يعني المصطلح بالفارسية القديمة «غير المحمي» (â-pâd-ânâ)، إذ يسمح التصميم للبناء بالانفتاح للهواء الطلق (فيكون عرضة لتقلبات الطقس) من جانب واحد. تتخذ الأبادانا في تخت جمشيد، مع ذلك، شكل شرفة أرضية، أي سقف مسطح -بدلًا من قبة - معلق بأعمدة، ولكنها لا تزال مفتوحة على الهواء الطلق من جانب واحد فقط. عُثِر على بناء مماثل بعد 2000 سنة في قصر الأربعين عمودًا بأصفهان. بحلول عصر الإمبراطوريتيّن الفرثية والساسانية، ظهر الإيوان في نوعين من الأبنية: القديم ذو الأعمدة والأحدث ذو البناء المقبب - كلاهما، مع ذلك، يحملان نفس الاسم الأصلي أبادانا/إيوان، لأن كلا النوعين «غير محمي» (يفتح على جانب واحد للهواء الطلق).
كانت الإيوانات سمة مميزة لعمارة الإمبراطورية الفرثية (247 ق.م. - 224 م) وبعد ذلك للعمارة الساسانية لبلاد فارس (224-651)، ثم وجدت فيما بعد طريقها إلى العمارة العربية والإسلامية التي بدأ تكونها في القرن السابع الميلادي، بعد فترة النبي محمد (نحو 570-632). وصل هذا التطور إلى ذروته خلال العصر السلجوقي، وبعد ذلك عمارة مغول الهند، عندما أصبح الإيوان وحدة أساسية في الهندسة المعمارية. لا يقتصر شكل الإيوان على وظيفة معينة، إذ يوجد في المباني للاستخدامات العلمانية أو الدينية، وفي كل من العمارة العامة والسكنية.
الإيفان هو شكل بديل للاسم، مُستخدم في إيران، يعكس النطق الفارسي للكلمة.

## أصوله
يدرس العديد من الباحثين، من بينهم إدوارد كيلل، وأندريه غودار، ورومان غيرشمان، وماري بويس اختراع الإيوان في بلاد الرافدين في العهد الفرثي، وهي المنطقة المحيطة بالعراق اليوم. ورغم استمرار الجدل بينهم حول كيفية تطور الإيوان، إلا أن هناك إجماعًا عامًا على أنه قد تطور محليًا، وبالتالي لم يُستورَد من منطقة أخرى. [ملاحظة 1] عُثِر على مبان مماثلة، تعرف باسم «البيسجامس» في العديد من المنازل الزرادشتية في يزد، حيث تفتح قاعتان أو أربع قاعات على فناء مركزيّ؛ مع ذلك، فمن غير المعروف ما إذا كانت هذه المساحات مقببة.
السمة التي تجعل من الإيوان تطورًا بارزًا في تاريخ العمارة الشرق الأدنى القديم هي دمج السقف المقبب. تُعرَّف القبة [بواسطة من؟] بأنها سقف مصنوع من الأقواس، يُعرف بأنه مقوَّس، وعادة ما يُبنى بالحجر أو الخرسانة أو الطوب. [فشل في التصديق] عادة ما سُقِّفت المباني السابقة بإنشاء العوارض الأفقية، باستخدام عوارض خشبية من الساكف والعتب. لكن السقوف المقببة كانت موجودة في العالم القديم قبل اختراع الإيوان، سواء داخل بلاد الرافدين أو خارجها. تشمل الأمثلة من بلاد الرافدين شوشان، حيث قبَّب العيلاميون العديد من مبانيهم بعقادات، ونينوى، حيث وضع الآشوريون كثيرًا القباب على ممراتهم لأغراض التحصين.
خارج بلاد الرافدين، هناك عدد من المباني المقببة الباقية، من بينها العديد من الأمثلة من مصر القديمة وروما ويونان الموكيانية. على سبيل المثال، مقبرة أتريوس الموكيانية، التي شُيِّدت نحو عام 1250 قبل الميلاد، تتميز بقبة كبيرة مطنَّفة. بدأت العمارة المصرية القديمة في استخدام القباب في مبانيها بعد عصر الأسرة الثالثة، أي بعد نحو 2600 ق.م.، فبُنيت عقادات مبكرة جدًا باستخدام الطوب اللبن.

## الإيوانات الفرثية
رغم تأكيد بعض الباحثين على أن شكل الإيوان ربما تطور تحت حكم السلوقيين، إلا أن معظمهم يتفقون الآن على أن الفرثيين كانوا مخترعي الإيوان. [ملاحظة 2] عُثِر على واحد من أقدم الإيوانات الفرثية في سلوقية، التي تقع على نهر دجلة، حيث حدث التحول من البناء بعوارض خشبية من الساكف والعتب إلى القباب نحو القرن الأول الميلادي. كما أشير إلى وجود إيوانات مبكرة أخرى في آشور، حيث عُثِر على مبنيين يحتويان على أسس تشبه الإيوان. يتميز المبنى الأول، الذي يقع بالقرب من أنقاض زقورة، بواجهة من ثلاثة إيوانات. يشير قربه من زقورة إلى أنه ربما قد استُخدم للاستعدادات أو الطقوس الدينية. يمكن أن يشير أيضًا إلى وجود مبنى فخم، إذ كان من الشائع أن تكون الزقورة والقصر بجوار بعضهما البعض في الشرق الأدنى القديم. ما يبدو أنه فناء قصر به إيوانات على كل جانب، والتي ظلت سمة مشتركة في العصور الإسلامية.
يقع الإيوان الثاني في فناء، وقد اقترح عالم الآثار الألماني والتر أندريه أنه كان بمثابة مبنى إداري وليس كمركز ديني لأنه لا يوجد دليل على ذلك في النقوش الكتابية أو المنحوتات الجدارية. رغم أن غياب النقوش الكتابية أو المُصوَّرة لا يعني بالضرورة وظيفة مدنية، لأن الإيوانات دُمِجت في كثير من الأحيان في القصور والمساحات المجتمعية. تشمل المواقع المبكرة الأخرى المُحتوية على إيوانات فرثية مملكة الحضر والأنقاض الفرثية في دورا أوربوس والوركاء.

## الإيوانات الساسانية
فضَّل الفرس الساسانيون أيضًا شكل الإيوان، واعتمدوه في جزء كبير من عمارتهم؛ لكنهم حولوا وظيفته. إذ بينما كان الإيوان الفرثي يؤدي إلى مساحات أخرى، كانت وظيفته الأساسية أنه غرفة بحد ذاته. على عكس ذلك، عمل الإيوان الساساني بصفته مدخلًا هائلًا إلى مساحة أكبر وأكثر أناقة والتي عادة ما كانت مقببة. غالبًا ما زُيِّنت الإيوانات الفرثية والساسانية بشكل متقن بالنصوص المنقوشة والنقوش المنحوتة لمشاهد الصيد، والزخارف النباتية، والأنماط المجردة والهندسية، ومشاهد الحيوانات. يُظهر أسلوب النقوش مزيجًا من التأثيرات من بينها التقاليد الزخرفية لثقافات الشرق الأدنى الأخرى والرومان والبيزنطيين. على سبيل المثال، يتميز الإيوان المقطوع في الصخور في طاق بستان بأشكال على الطراز الروماني، وأنماط نباتية مستوحاة من الشرق، وشرفات، وملائكة محورة الشكل واسعة العينين على الطراز البيزنطي، وديكور داخلي من الفسيفساء.

## لغة
في اللغة هو إيوان، جمعه أواوِين وإيوانات ومعناه الصُّفّة، أو كلّ مجلس واسع مظلَّل، أو القَبْو المفتوح المدخل والذي لا أبواب له.
و معناه:
1. دار شامخة مكشوفة الوجه معقودة السقف

- إيوان كِسرى [مَثَل]: يُضرب للبنيان الرّفيع العجيب الصنيعة، المتناهي الحصانة والوثاقة بناه كسرى في عشرين سنة ونيف بمدينة المدائن جنوبي بغداد.

1. مكان متسع من الدار تحيط به حوائط ثلاث.
2. مجلس كبير على هيئة صُفّة واسعة لها سقف محمول من الأمام على عقد يجلس فيه كبار القوم.

## التاريخ
واستخدام الإيوان عند العرب قديم يرجع إلى ما قبل الإسلام، حيث ابتكره العرب سكان مملكة الحضر، وأستخدمها المناذرة قبل الإسلام بقرون عديدة.
وقد كان في قطيسفون إيوان به عرش كسرى.
وأول استخدام الأواويين عند العرب في القصور ثم في القرن الأول الهجري أنتشر الاستخدام في المباني العامة كالمدارس والمستشفيات والخانات ودور الإمارة وغيرها ثم شاع استخدامها في البيوت السكنية حيث تطل على صحن الدار وتستخدمه العائلة كغرفة معيشة في الصيف.

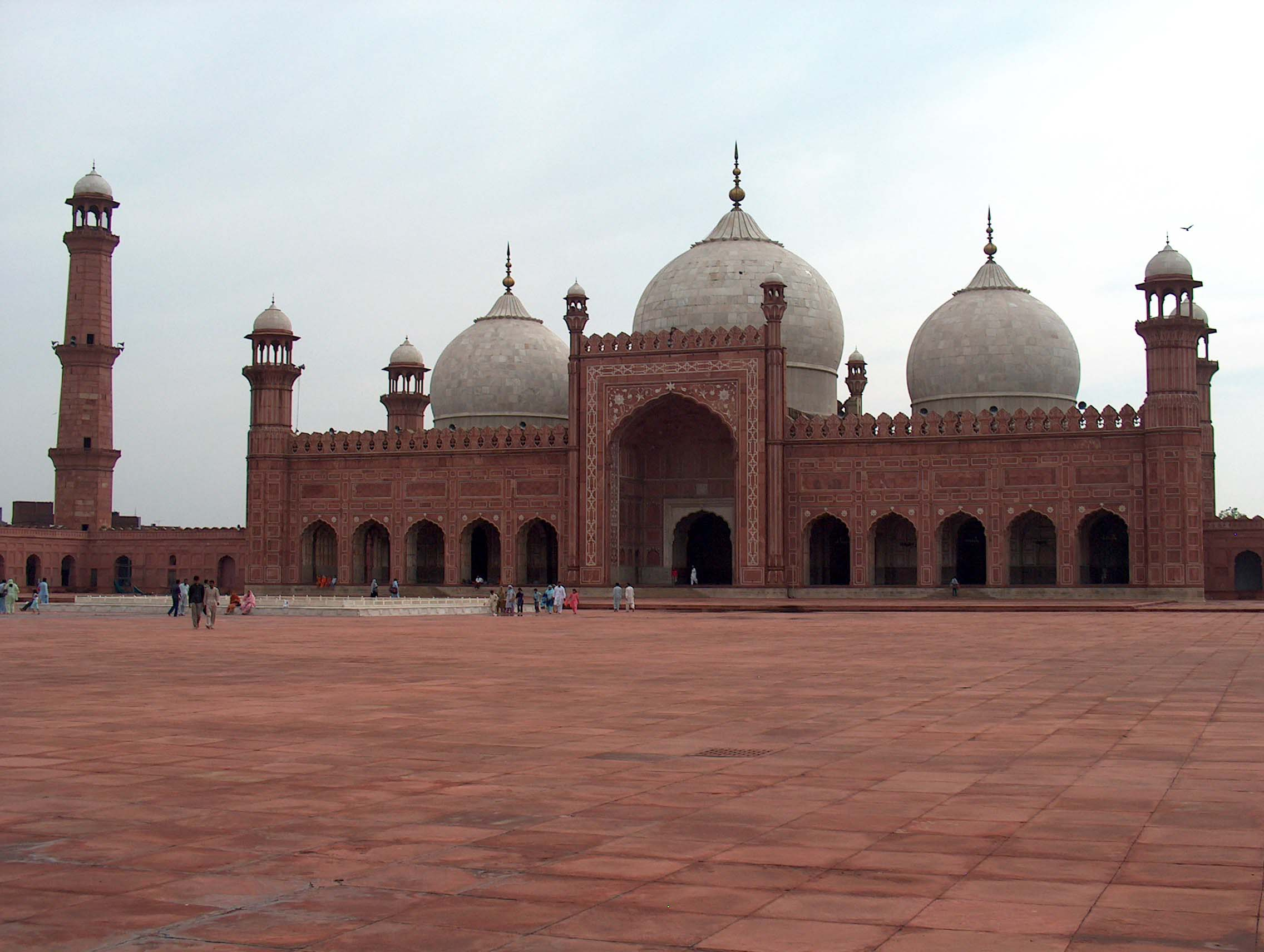
مسجد بادشاهي بلاهور وايوانه في المركز، باكستان.
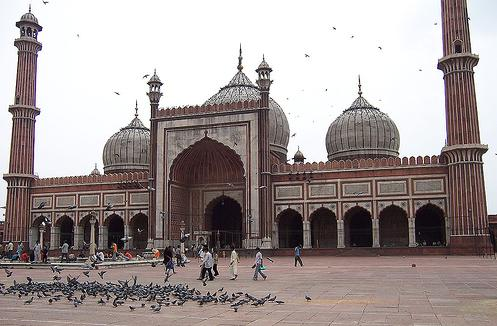
أيوان "جامع مسجد"، دلهي، الهند.
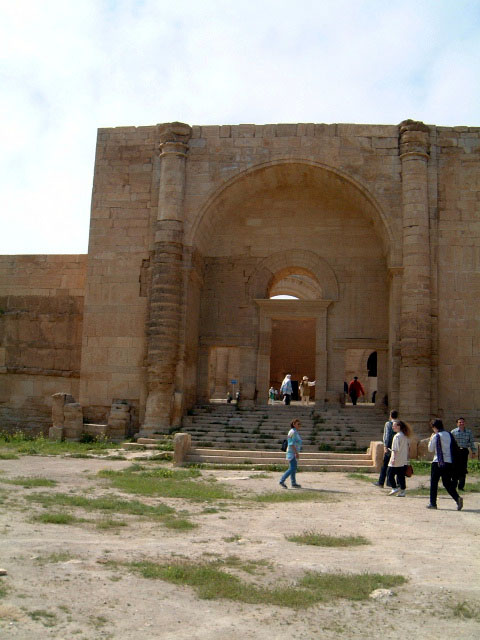
أقدم أمثلة الإيوان في مملكة الحضر.
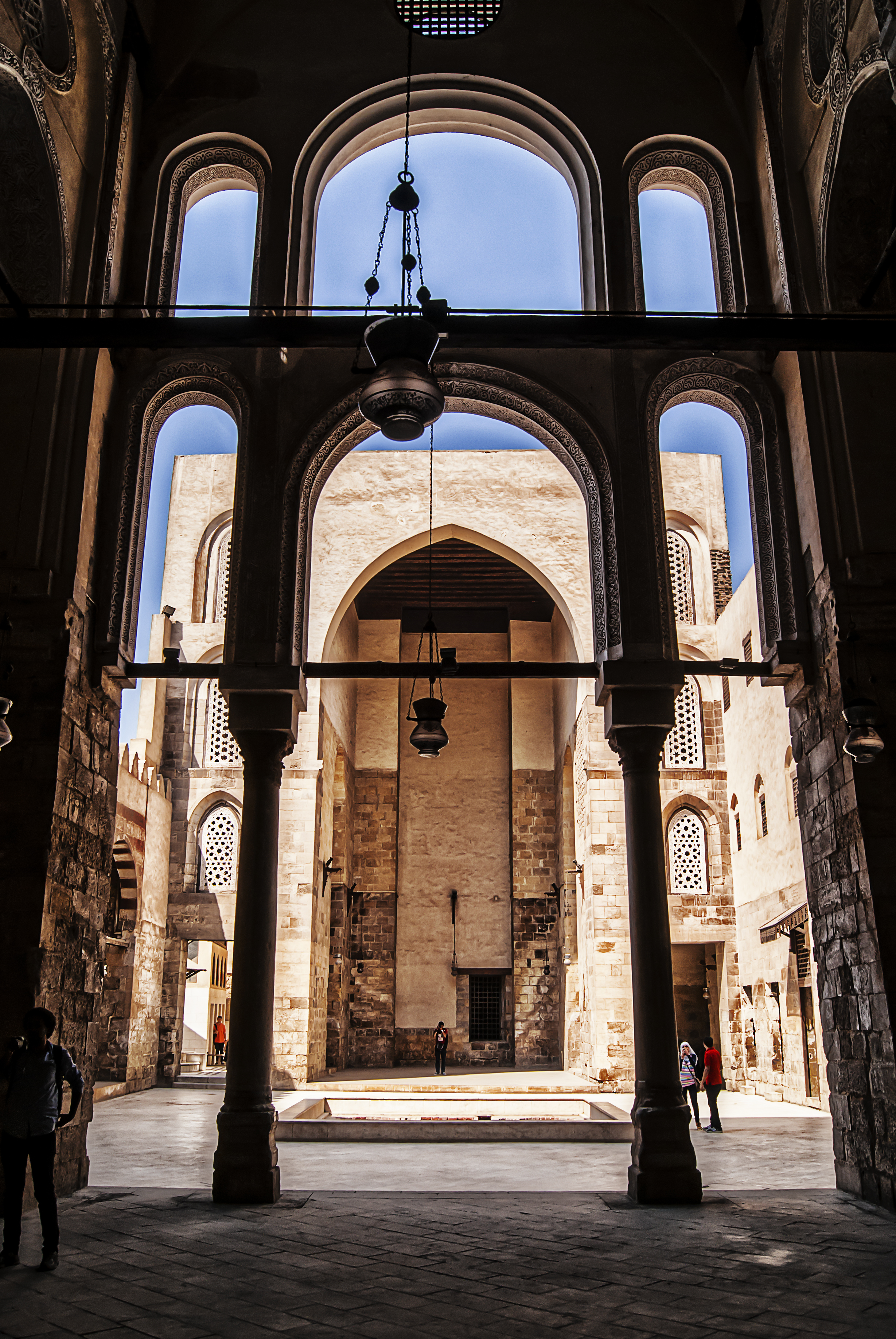
جامع الناصر محمد بن قلاون بالقاهرة.